# Ischnosiphon martianus
Ischnosiphon martianus är en strimbladsväxtart som beskrevs av August Wilhelm Eichler och Otto Georg Petersen. Ischnosiphon martianus ingår i släktet Ischnosiphon och familjen strimbladsväxter. Inga underarter finns listade.